# Грин, Стэнли Оуэн
Стэ́нли О́уэн Грин (англ. Stanley Owen Green; 22 февраля 1915, Лондон — 4 декабря 1993) — известный как Белковый человек (англ. Protein man), был живой достопримечательностью центрального Лондона во второй половине XX века.
С 1968 года он на протяжении 25 лет ежедневно курсировал по Оксфорд-стрит со знаменитым плакатом, призывавшим людей есть меньше белка, дабы не разжигать в себе страсть. Грин также продавал прохожим свой памфлет, живописующий вред белковой пищи и любовного желания. На обложке помимо сбивчивого названия «Восемь страстных белков с заботой» (англ. Eight Passion Proteins With Care) указывалось, что «буклет принесёт больше пользы, если его время от времени читать».
До 65 лет Грин преодолевал расстояние в 15 миль до Оксфорд-стрит на велосипеде. В свои пожилые годы он путешествовал по тому же маршруту общественным транспортом, пользуясь своим правом на бесплатный проезд.
Бывший гражданский служащий, Грин верил, что избыток белка ведёт к опасному усилению либидо. Его собственная диета состояла из овсяной каши, хлеба домашней выпечки и ячменной воды с порошковым молоком.
Настойчивость Стэнли принесла ему некоторую известность в поп-культуре. The Sunday Times опубликовала его интервью, он послужил основой для персонажей в рекламе чипсов и в романе Бена Элтона. Когда он умер, в The Daily Telegraph был размещён некролог, Музей Лондона пополнил свои фонды его плакатами и памфлетами, а его имя было внесено в Оксфордский словарь национальной биографии (англ. Oxford Dictionary of National Biography).
Питер Акройд в книге «Лондон: Биография» (англ. London: The Biography) пишет, что Грин, «игнорируемый омывавшим его великим людским потоком, стал горьким символом нелюбознательности и забывчивости большого города».